# Славољуб Срнић
Славољуб Срнић (Шабац, 12. јануар 1992) српски је фудбалер. Његов брат близанац Драгољуб је такође фудбалер.

## Каријера
Срнић је поникао у екипи шабачке Мачве, одакле је прешао у млађе категорије Црвене звезде. За први тим Црвене звезде дебитовао је 6. новембра 2010. године против ОФК Београда код тренера Александра Кристића. Касније је заједно са својим братом ишао на позајмице, прво у Сопот, па у Чукарички. После истека позајмице у Чукаричком, клуб је откупио његов и уговор његовог брата и они су остали да играју у екипи са Бановог брда. Са Чукаричким је освојио трофеј победника Купа Србије, а у финалном мечу против Партизана постигао је одлучујући гол у 39. минуту (1:0).
На позив новог тренера Црвене звезде Миодрага Божовића, 31. августа 2015. године вратио се у Црвену звезду и потписао уговор на три сезоне. У фебруару 2018. продужио је уговор на још годину дана. Са Звездом је освојио две титуле првака Србије (2016, 2018). Играч Црвене звезде је био до јануара 2019. године када је прешао у Лас Палмас. За три и по сезоне колико је био члан београдских црвено-белих одиграо је укупно 125 утакмица и постигао 21 гол, а уписао је и 17 асистенција. Његовим поготком против Келна, Звезда је у сезони 2017/18. изборила пласман у нокаут фазу Лиге Европе и тако изборила пролеће у Европи после 25 година.
Члан шпанског друголигаша Лас Палмаса био је до 5. октобра 2020. године када је раскинуо уговор са клубом. Званично се вратио у Црвену звезду 25. децембра 2020. године. Провео је у клубу наредне две и по године и учествовао је у освајању још три дупле круне. У сезони 2023/24. наступао је за кипарског прволигаша АЕЛ Лимасол. Имао је затим ангажман и у Уједињеним Арапским Емиратима да би се у фебруару 2025. вратио у Чукарички.

## Статистика

### Клупска
Ажурирано 21. маја 2023.
|                       |          |                     |     |    |    |   |    |   |   |   |     |    |  |  |
| Црвена звезда         | 2010/11. | Суперлига Србије    | 1   | 0  | 1  | 0 | —  | — | — | — | 2   | 0  |  |  |
|                       |          |                     |     |    |    |   |    |   |   |   |     |    |  |  |
| Сопот (позајмица)     | 2011/12. | Српска лига Београд | 28  | 8  | —  | — | —  | — | — | — | 28  | 8  |  |  |
|                       |          |                     |     |    |    |   |    |   |   |   |     |    |  |  |
| Чукарички (позајмица) | 2012/13. | Прва лига Србије    | 31  | 8  | 2  | 0 | —  | — | — | — | 33  | 8  |  |  |
| Чукарички             | 2013/14. | Суперлига Србије    | 28  | 3  | 2  | 0 | —  | — | — | — | 30  | 3  |  |  |
| Чукарички             | 2014/15. | Суперлига Србије    | 29  | 8  | 6  | 2 | 4  | 1 | — | — | 39  | 11 |  |  |
| Чукарички             | 2015/16. | Суперлига Србије    | 6   | 1  | —  | — | 4  | 0 | — | — | 10  | 1  |  |  |
| Чукарички             | Укупно   | Укупно              | 94  | 20 | 10 | 2 | 8  | 1 | — | — | 112 | 23 |  |  |
|                       |          |                     |     |    |    |   |    |   |   |   |     |    |  |  |
| Црвена звезда         | 2015/16. | Суперлига Србије    | 27  | 8  | 1  | 0 | —  | — | — | — | 28  | 8  |  |  |
| Црвена звезда         | 2016/17. | Суперлига Србије    | 22  | 2  | 5  | 1 | 6  | 0 | — | — | 33  | 3  |  |  |
| Црвена звезда         | 2017/18. | Суперлига Србије    | 28  | 4  | 3  | 1 | 15 | 4 | — | — | 46  | 9  |  |  |
| Црвена звезда         | 2018/19. | Суперлига Србије    | 9   | 1  | 2  | 0 | 5  | 0 | — | — | 16  | 1  |  |  |
|                       |          |                     |     |    |    |   |    |   |   |   |     |    |  |  |
| Лас Палмас            | 2018/19. | Друга лига Шпаније  | 7   | 1  | —  | — | —  | — | — | — | 7   | 1  |  |  |
| Лас Палмас            | 2019/20. | Друга лига Шпаније  | 27  | 0  | 2  | 0 | —  | — | — | — | 29  | 0  |  |  |
| Лас Палмас            | Укупно   | Укупно              | 34  | 1  | 2  | 0 | —  | — | — | — | 36  | 1  |  |  |
|                       |          |                     |     |    |    |   |    |   |   |   |     |    |  |  |
| Црвена звезда         | 2020/21. | Суперлига Србије    | 17  | 0  | 3  | 0 | 1  | 0 | — | — | 21  | 0  |  |  |
| Црвена звезда         | 2021/22. | Суперлига Србије    | 24  | 1  | 5  | 0 | 8  | 0 | — | — | 37  | 1  |  |  |
| Црвена звезда         | 2022/23. | Суперлига Србије    | 15  | 0  | 2  | 0 | 9  | 0 | — | — | 26  | 0  |  |  |
| Црвена звезда         | Укупно   | Укупно              | 143 | 16 | 22 | 2 | 44 | 4 | — | — | 209 | 22 |  |  |
|                       |          |                     |     |    |    |   |    |   |   |   |     |    |  |  |
| Каријера              | Каријера | Каријера            | 299 | 45 | 34 | 4 | 52 | 5 | — | — | 385 | 54 |  |  |
|                       |          |                     |     |    |    |   |    |   |   |   |     |    |  |  |

## Трофеји
Чукарички
- Куп Србије : 2014/15.[38]

Црвена звезда
- Суперлига Србије (6): 2015/16,[39] 2017/18,[40] 2018/19,[41] 2020/21,[42] 2021/22,[43] 2022/23.[44]
- Куп Србије (3): 2020/21,[45] 2021/22,[46] 2022/23.[47]